# Ludwik Jakimiak
Ludwik Jakimiak (ur. 15 marca 1898 w Krześlinie, zm. po 3 lipca 1939) – polski rolnik, nauczyciel ludowy, plutonowy Wojska Polskiego, działacz niepodległościowy, kawaler Orderu Virtuti Militari.

## Życiorys
Urodził się 15 marca 1898 we wsi Krześlin, w ówczesnym powiecie siedleckim guberni siedleckiej, w rodzinie Jana (ur. 1865), rolnika, i Tekli z Ilczuków. Był bratem Józefa, ps. „Krepa” (ur. 1889). Ojciec i brat zostali odznaczeni Medalami Niepodległości.
Mając osiem lat zaczął naukę w jednoklasowej szkole gminnej. Następnie ukończył cztery klasy w prywatnym gimnazjum w Siedlcach. 16 kwietnia 1915 został członkiem Polskiej Organizacji Wojskowej. W roku szkolnym 1916/17 ukończył roczny kurs nauczycielski i podjął pracę nauczyciela we wsi Plewki, w gminie Królowa Niwa. Jesienią 1918 wziął czynny udział w rozbrajaniu Niemców.
10 grudnia 1918, jako ochotnik wstąpił do Wojska Polskiego. Walczył w szeregach 12. kompanii 22 pułku piechoty. Wyróżnił się 21 lutego 1920 w wypadzie na Łuczenki oraz 10 kwietnia 1920 w walce o wieś Sztrakowicze, w trakcie której dowodząc plutonem został ranny w obie nogi.
21 kwietnia 1921, po zwolnieniu z wojska, został zatrudniony w Okręgowym Urzędzie Ziemskim w Siedlcach, w charakterze kancelisty, a następnie w Towarzystwie Straży Kresowej w Wołkowysku. Później zajął się pracą na roli. W ramach osadnictwa wojskowego otrzymał 22 ha ziemi w osadzie Aksamitowszczyzna (gmina Bieniakonie). W 1926 ukończył sześciomiesięczny kurs społeczno samorządowy i przysposobienia wojskowego przy Centralnym Związku Osadników Wojskowych w Warszawie. W 1933 oddał w dzierżawę swoje gospodarstwo. W 1932 rozpoczęły się jego problemy ze zdrowiem psychicznym. Wyrokiem Sądu Okręgowego w Lidzie z 22 stycznia 1936 został ubezwłasnowolniony. 3 lipca 1939 przebywał w Państwowym Szpitalu Psychiatrycznym w Wilnie.
Był żonaty z Marią, z którą miał córkę Irenę (ur. 3 czerwca 1924) i syna Tadeusza (ur. 10 sierpnia 1927).

## Ordery i odznaczenia
- Krzyż Srebrny Orderu Wojskowego Virtuti Militari nr 1848[19][20][21] – 28 lutego 1921[22]
- Medal Niepodległości – 17 marca 1932 „za pracę w dziele odzyskania niepodległości”[23][24][25]